# Henri Vergnolle
Pour les articles homonymes, voir Vergnolle.
Henri Germain Vergnolle est un architecte et homme politique français né le 20 août 1898 à Linards en Haute-Vienne et mort le 28 janvier 1958 à Paris.

## Biographie

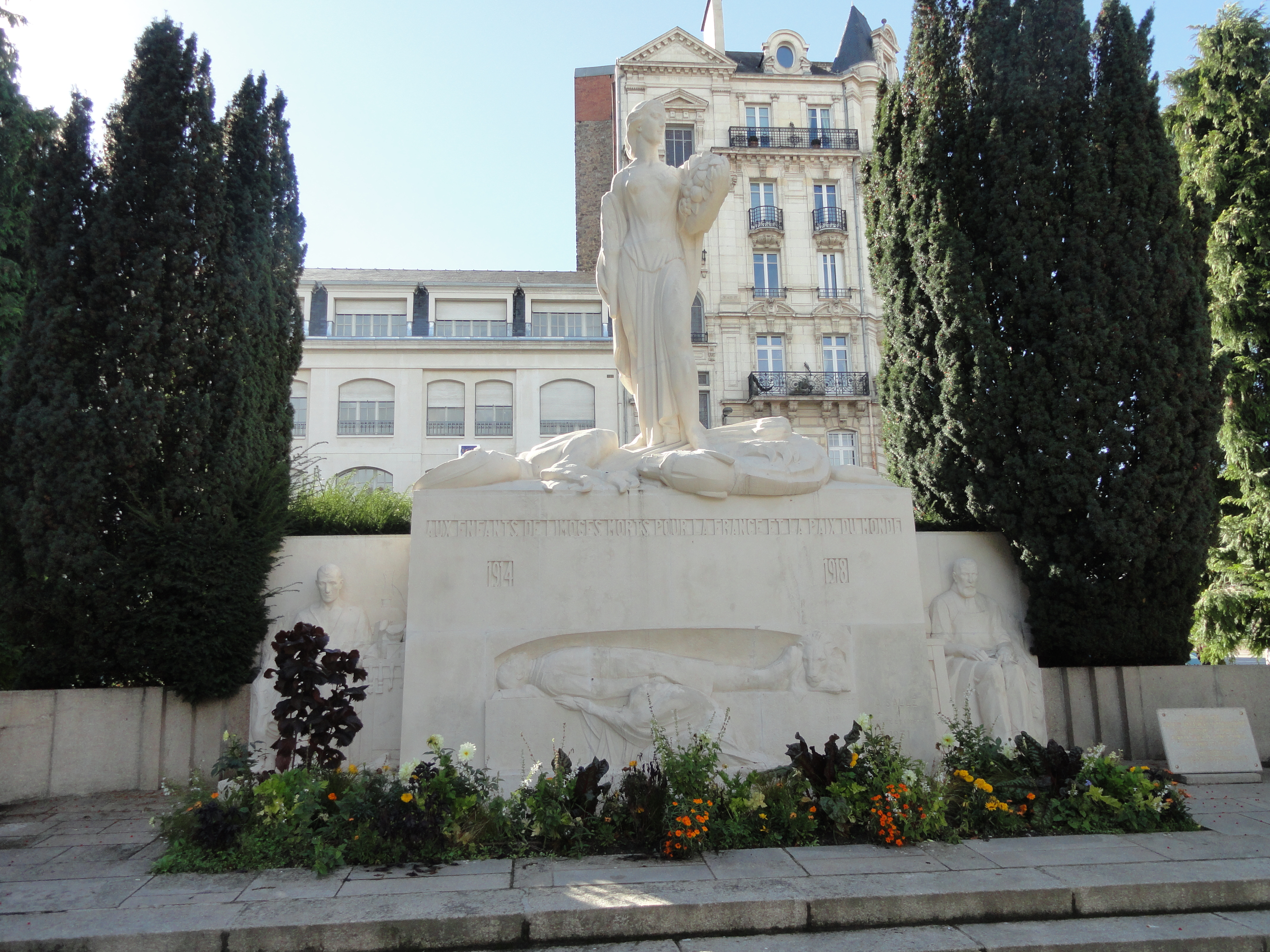
Monument aux morts de 1914-1918 à Limoges, place Jourdan.

Il suit des études à l’École des Beaux-Arts de Paris, pour devenir architecte. Pendant la Grande Guerre il est mobilisé en 1916. Il travaille pour Le Populaire du Centre. Après la guerre, il devient architecte.
En 1916, il adhère au Parti socialiste.
Dans sa région natale, il réalise en 1931 le monument aux morts 1914-1918 de Limoges, place Jourdan, avec le sculpteur André Augustin Sallé, grand prix de Rome,.
Il est président du Conseil municipal de Paris de 24 juin 1946 jusqu'en 1947, année du succès du RPF.  Il quitte la SFIO en 1948 pour se rapprocher du RPF. Son successeur est Pierre de Gaulle, frère du Général. Henri Vergnolle reste conseiller municipal jusqu'en 1953. Il est inhumé au cimetière du Montparnasse, à Paris.